# Чжан Цзиншэн
Чжан Цзиншэ́н (кит. трад. 張競生, упр. 张竞生, пиньинь Zhāng Jìngshēng) — китайский социолог, экономист и публицист. Первый сексолог Китая, последовательно отстаивал необходимость строгого контроля над рождаемостью. Создатель утопической доктрины «общества, основанного на красоте» (кит. 美的社會組織).

## Биография
В 1907 году окончил начальную военную школу на острове Вампу, в 1910 году окончил колледж в Шанхае. В 1912 году в числе первых 25 студентов был отобран для обучения во Франции. В 1916 году получил степень бакалавра в Парижском университете. В 1919 году в Лионском университете защитил докторскую диссертацию, посвящённую критике доктрины образования Ж. Ж. Руссо. После возвращения в Китай в 1920 году был назначен директором школы, но прослужил на этом посту всего 9 месяцев, и подал в отставку из-за невозможности реформировать образовательный процесс. В 1921 году приглашён профессором на философский факультет Пекинского университета, из-за скандала с лекциями на тему сексологии был вскоре уволен. Тогда же опубликовал проект ограничения рождаемости, из-за чего подвергся нападкам в прессе. В 1924 году опубликовал утопический трактат «Миросозерцание, основанное на красоте» (кит. 美的人生觀). В 1925 году опубликовал «Манифест общества, основанного на красоте» (кит. 美的社會組織法), семь изданий которого вышли до 1927 года . В 1926 году в Шанхае опубликовал «Историю пола» (кит. 性史), тираж которой был почти сразу изъят и уничтожен. В прессе того времени Чжан Цзиншэна прозвали «доктором проституции» (кит. 卖春博士), что в современных западных исследованиях переводится более политкорректно: “Dr. Sex”. В 1929 году после попытки чтения публичных лекций в Ханчжоу на тему сексологии был арестован, и уехал в Европу, где зарабатывал на жизнь переводами. В 1933 году вернулся в Гуандун, и возглавил редакцию журнала «Экономическое строительство в Гуандуне», с 1935 года занимал пост советника по экономическому строительству в правительстве провинции Гуандун. Тогда же он открыл и возглавил школу в родном уезде Жаопин.
После образования Китайской Народной Республики, в 1953 году Чжан Цзиншэн отправил в ЦК КПК обращение в 13 000 иероглифов «Несколько моих мнений» (кит. 我的几点意见). Оно было посвящено контролю над рождаемостью, и было с негодованием отвергнуто Мао Цзэдуном. Во время «Культурной революции» он подвергся преследованиям, и умер в нищете в 1970 году. С 1998 года его сочинения стали активно переиздаваться.